# Cukorgyártelep (Szilágy megye)
Cukorgyártelep (Fabrica) település Romániában, Szilágy megyében.

## Fekvése
Csákigorbó mellett fekvő település.

## Története
Cukorgyártelep Csákigorbóhoz tartozott, báró Jósika Jánosné birtoka volt, aki cukorgyártás céljából 1830 és 1846 között 30-40 sváb családot telepített le ide.
Az 1830-as évek elején a bárónő a cukorgyári munkások gyermekei számára teljesen felszerelt óvodát és iskolát is felállított itt, két tanítóval, mely 1848-ig működött.
Az 1831-ben felállított cukorgyárhoz a nyersanyagot az udvar szolgáltatta. A gyár 60-70 mázsa cukrot termelt. Munkásai a betelepített svábok voltak.
1848 december 22-én este a Zsibóról Dés felé vonuló báró Kemény Farkas vezette hadsereg robbantotta fel.
1956-ban vált külön Csákigorbótól, ekkor 1314 lakosa volt.